# 金長だぬき郵便局
金長だぬき郵便局（きんちょうだぬきゆうびんきょく）は、徳島県小松島市にある郵便局。民営化前の分類では無集配特定郵便局であった。

## 概要
住所：〒773-0017 徳島県小松島市小松島町新港29-13

## 沿革
- 1961年（昭和36年）7月9日 - 小松島新港簡易郵便局廃止。
- 1961年（昭和36年）7月11日 - 小松島新港郵便局開設。
- 1989年（平成元年）9月 - 局舎の建て替え完成[1]。
- 1989年（平成元年）9月21日 - 四国郵政局が金長だぬき郵便局に局名変更を認可[1]。
- 1989年（平成元年）10月2日 - 金長だぬき郵便局に局名改称[1]。
- 1989年（平成元年）11月1日 - 風景印使用開始。
- 2007年（平成19年）10月1日 - 民営化に伴い、郵便局株式会社金長だぬき郵便局となる。
- 2012年（平成24年）10月1日 - 日本郵便株式会社発足に伴い、日本郵便株式会社金長だぬき便局となる。
- 2015年（平成27年）7月7日 - 小松島市と防災に関する協力協定（『災害発生時における小松島市と小松島市内郵便局の協力に関する協定』）を締結[2]。

## 取扱内容
- 郵便、印紙、ゆうパック、内容証明
- 貯金、為替、振替、振込、国債
- 生命保険、バイク自賠責保険
- 郵便局のみまもりサービス
- ゆうちょ銀行ATM

## 風景印
- 図柄は小松島新港、小松島市花・ハナミズキ、船。変形印金長祭りの御輿の狸の輪郭。局名表記は「徳島・金長だぬき」
- 使用開始日は1989年（平成元年）11月1日

## 周辺
- 小松島みなと交流センターkocolo
- 小松島みなと合同庁舎
  - 神戸税関小松島税関支署
  - 高松入国管理局小松島港出張所
  - 広島検疫所徳島小松島出張所
  - 徳島公共職業安定所小松島出張所
  - 神戸植物防疫所坂出支所小松島出張所
  - 動物検疫所神戸支所四国出張所小松島港事務所
  - 徳島海上保安部
- 国土交通省四国地方整備局小松島港湾空港整備事務所
- 小松島商工会議所
- 徳島バス小松島営業所（元小松島市運輸部）
- 小松島市ミリカホール
- 徳島赤十字病院
- トマト調剤薬局日赤店
- 徳島ロイヤル病院
- 徳島県道17号小松島港線
- 徳島県道213号二條通新港線

## アクセス
- JR牟岐線 南小松島駅下車。徒歩分。
- 徳島バス ステーションパーク前停留所下車。徒歩分。
- 徳島県道17号小松島港線沿い
- 駐車場:5台